# First National Bank Building (Ann Arbor)
El First National Bank Building, también conocido como el First National Building, es un edificio de estilos art déco y neorrománico en Ann Arbor, Míchigan diseñado por el estudio de arquitectura local de Fry y Kasurin. Se encuentra en 201-205 South Main Street en el centro de Ann Arbor. El edificio fue agregado al Registro Nacional de Lugares Históricos el 24 de noviembre de 1982. Tiene 10 pisos y mide 43,28 metros de altura. Es le 13° edificio más alto de la ciudad.

## Historia
El First National Bank se fundó en 1863 y fue el primer banco del condado de Washtenaw. Contrató a la firma Fry y Kasurin de Ann Arbor para diseñar este edificio. La construcción comenzó en 1927. Cuando termnó en 1929, era el edificio más alto de Ann Arbor.
Albergaba tanto al banco como a varias importantes firmas profesionales locales. En 1936, First National se fusionó con otras dos instituciones financieras y abandonó el edificio; las antiguas oficinas bancarias se convirtieron en locales comerciales.
El edificio fue comprado por First Martin Corporation en 1981, y la empresa renovó por completo toda la estructura en 1982. Desde 2018, First Martin es propietario y opera el edificio.

## Descripción
Tiene diez pisos de altura, con alas traseras de dos y cinco pisos. Está diseñado con una interesante combinación de estilos arquitectónicos art déco y streamline moderne. Tiene una estructura de acero, y las fachadas principales están revestidas en terracota de colores claros con un estilo neorrománico sobrio. La terracota fue ejecutada por la Northwestern Terra Cotta Company. La terracota tiene amplias líneas verticales; hay gárgolas en la parte superior, debajo de la cornisa decorativa.